# Huis De Torentjes
Huis De Torentjes is een deels 16e-eeuws kasteelachtig landhuis op de oostflank van de Sint-Pietersberg in het vroegere dorp Sint Pieter, tegenwoordig een deel van de Nederlandse stad Maastricht.

## Geschiedenis en bewoners
Het huis is gebouwd op de ruïnes van een middeleeuws huis uit 1294 bekend onder de naam Bevors of Beaufort naar de toenmalige bewoners. In het begin van de 15e eeuw werd het huis verwoest en daarna herbouwd. In 1525 werd het te koop aangeboden door de toenmalige eigenaar Arnold Creusen en kwam het in bezit van Nicolaes Beyssel, kanunnik van het Sint-Servaaskapittel. Hij liet het in 1526 in vroegrenaissance stijl verbouwen. Beyssel gebruikte het kasteel als buitenverblijf, voor de ontvangst van vrienden en kunstenaars en bleef eigenaar tot 1541. Het kasteel werd tot ver in de 18e eeuw naar hem de Beyssel- of Biselstoren genoemd.
In 1543 werd het kasteel door de erfgenamen van de kanunnik verkocht aan Reijnart Spreeuwart, gehuwd met Maria Van Buel. De familie Spreeuwart bleef eigenaar tot 1684, toen het kasteel in bezit kwam van Antoon Vaes, gehuwd met Anna Maria Spreuwart. Tot die tijd stond het kasteel bekend onder de naam Spreeuwarts Thoorenthien (zie tekening hiernaast). Door vererving kwam het achtereenvolgens in bezit van de families Vaes, Van der Vekene, De Mée (1750) en Klaessens (1795).
Het Huis De Torentjes was tijdens het beleg van Maastricht in 1794 ernstig beschadigd geraakt. Na de Belgische opstand verkeerde Maastricht jarenlang in staat van beleg (1830-1838). Luitenant-generaal Dibbets was in die tijd militair commandant van de vesting Maastricht. Veel Maastrichtenaren waren Belgisch-gezind en spraken beter Frans en Duits dan Nederlands. De Belgisch-gezinde Maastrichtenaren vergaderden regelmatig in het geheim in het Huis De Torentjes.
Een gevelsteen met de tekst: anno/W.K./1810 herinnert aan de tijd dat het kasteel in bezit was van Winand Klaessens. In 1842 kwam het door vererving in bezit van Nicolaas Rooijmans, herbergier en burgemeester van Sint Pieter, gehuwd met Maria Ida Claessens.
In de twintigste eeuw waren bekende bewoners de rijksarchivaris Gerard Panhuysen (met vrouw en kinderen, waaronder de jonge Titus Panhuysen) en de violist en orkestleider André Rieu met zijn gezin.

## Beschrijving
Het huis, gelegen langs de Maas aan de Lage Kanaaldijk, is een deels laatgotisch complex met een rechthoekig grondplan, opgetrokken uit Limburgse mergel en baksteen. Het kasteel staat op een rivierterras dat is afgebakend met een bakstenen keermuur. Het hoofdgebouw heeft een zadeldak tussen trapgevels aan de korte zijden. In de rechthoek is een uitgebouwde, vierkante traptoren verwerkt, die is voorzien van een helmdak waarop een uivormige spits. Van het 16e-eeuwse gebouw resteert nog de zuidelijke zijgevel. Op een poortje is het Latijnse opschrift te lezen: Me ponit amicis artis Appolinae cultor Nicolaus Beyssel A[nn]o XVC.XXVI (De bouwer Nicolaus Beyssel heeft mij geplaatst voor zijn vrienden van de apollinische kunsten in het jaar 1526). Aan de achterzijde aan de Ursulinenweg ligt een portierswoning uit het begin van de 20e eeuw, die eveneens is voorzien van trapgevels, tegelijk met een uitbreiding met de noordvleugel en een verhoging van de traptoren.
Een aantal inwendige delen zijn afkomstig van elders, onder andere uit de Onze-Lieve-Vrouwebasiliek en het voormalige Statenhuis in Maastricht.

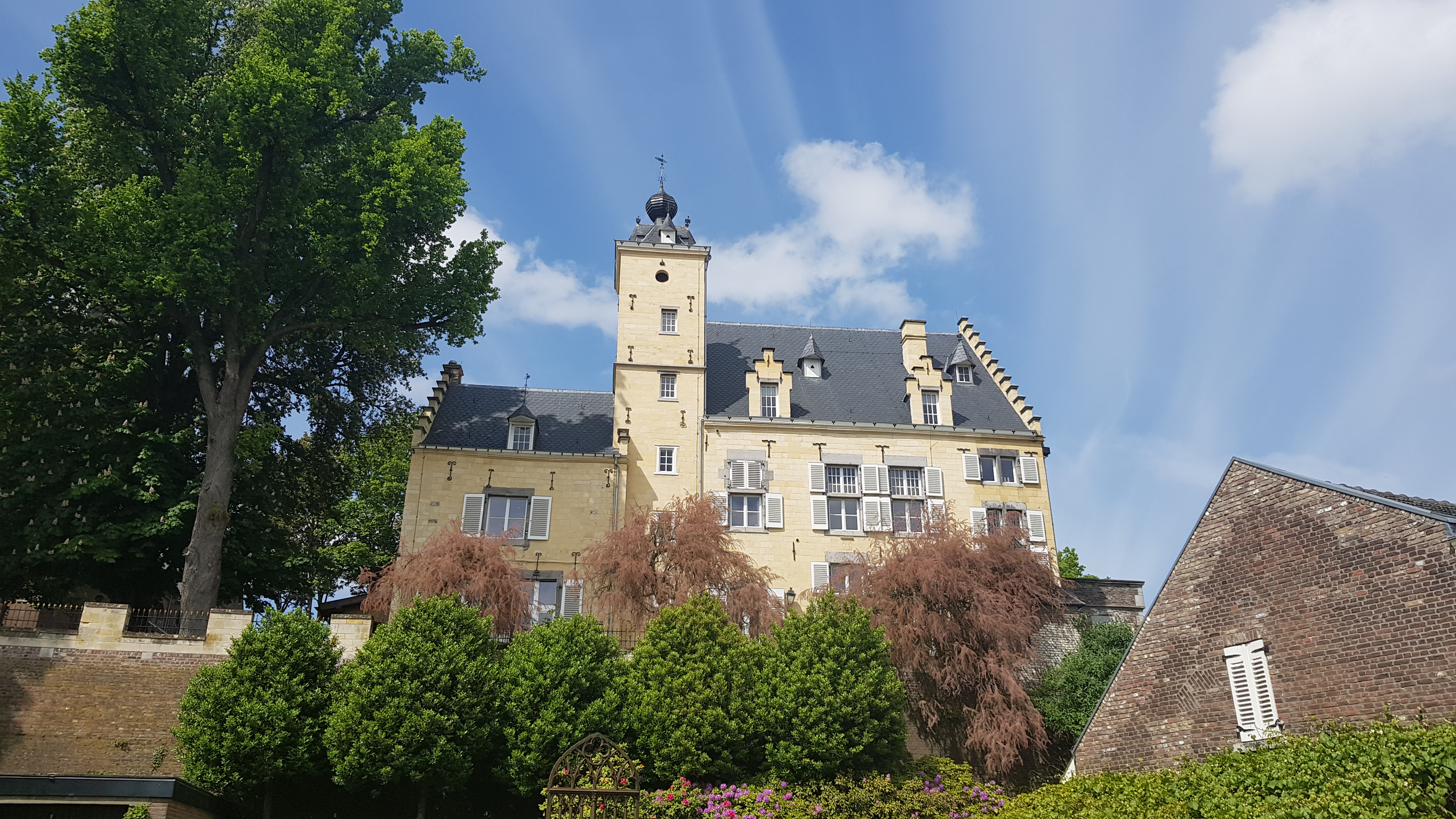
Vanaf de Lage Kanaaldijk
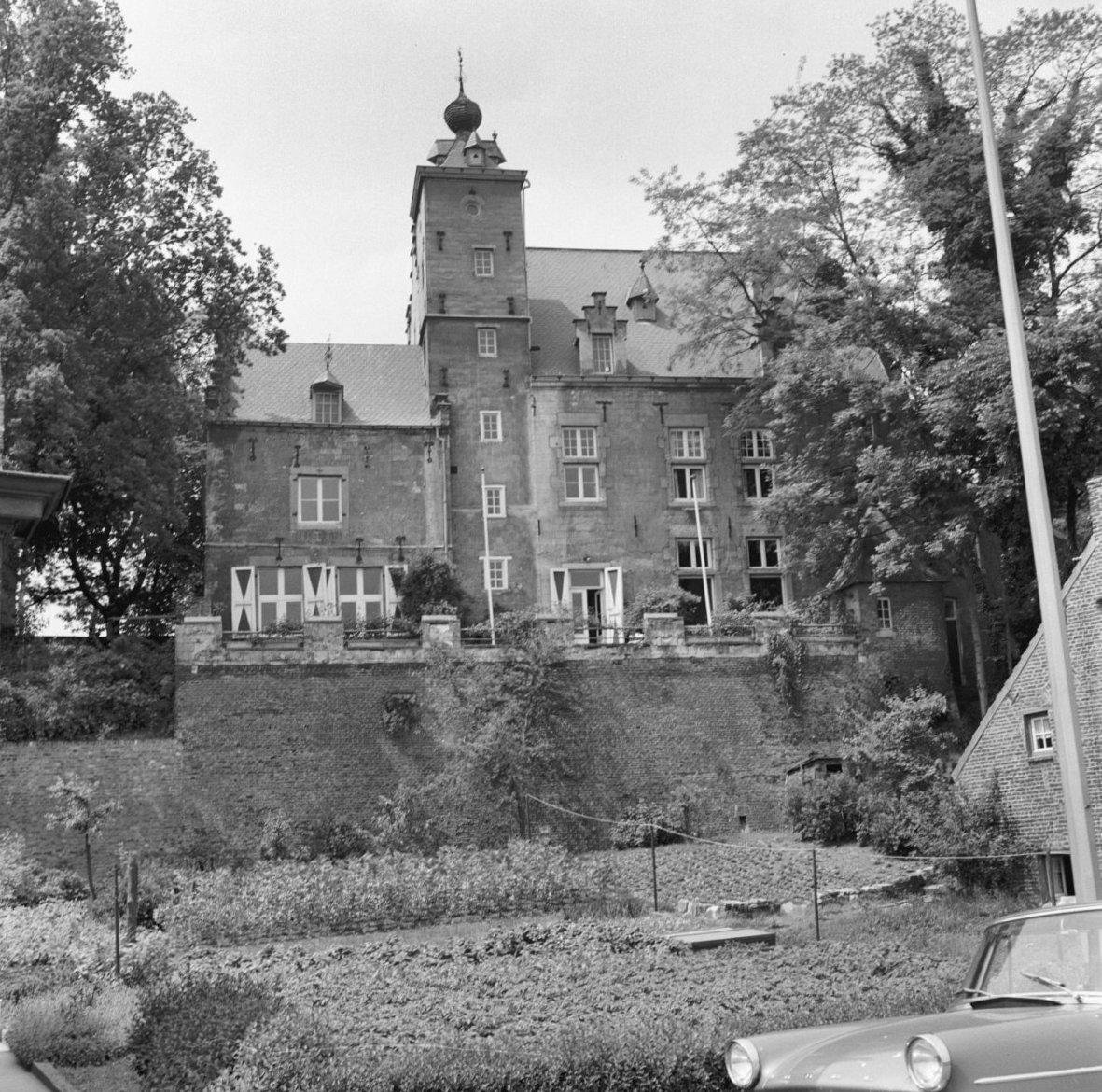
Idem, 1962
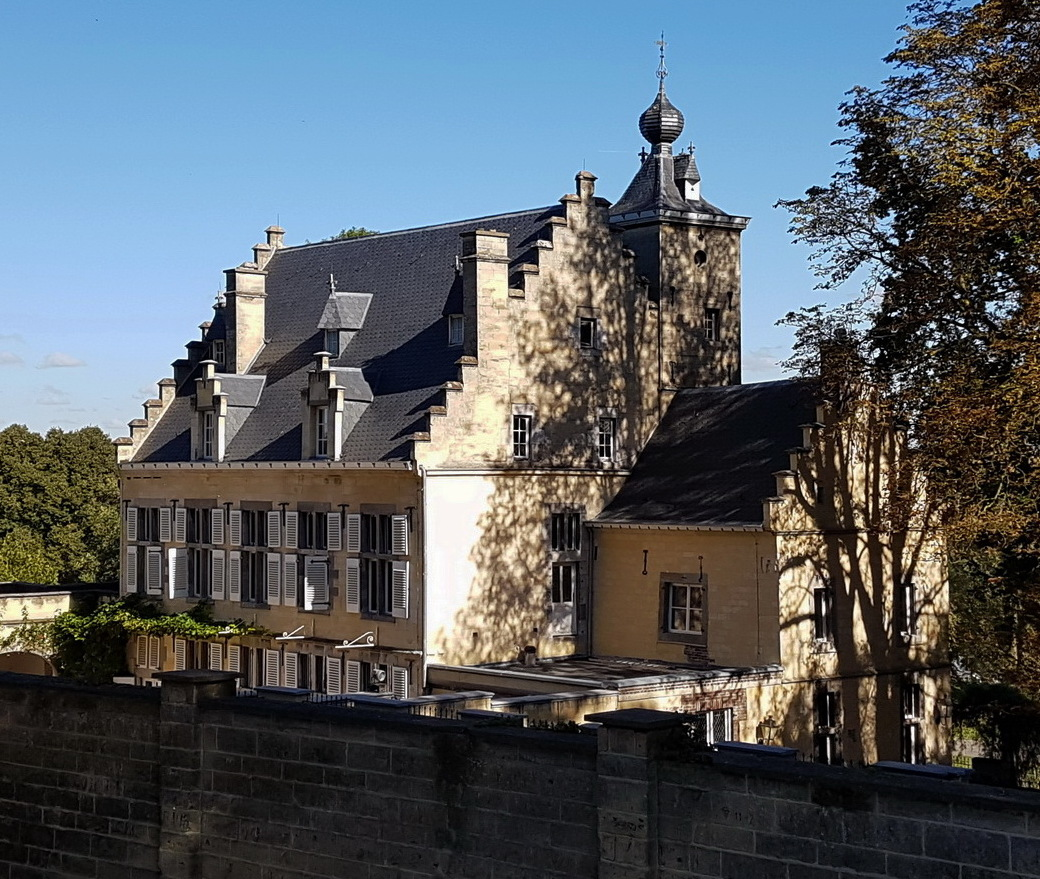
Vanaf de Ursulinenweg
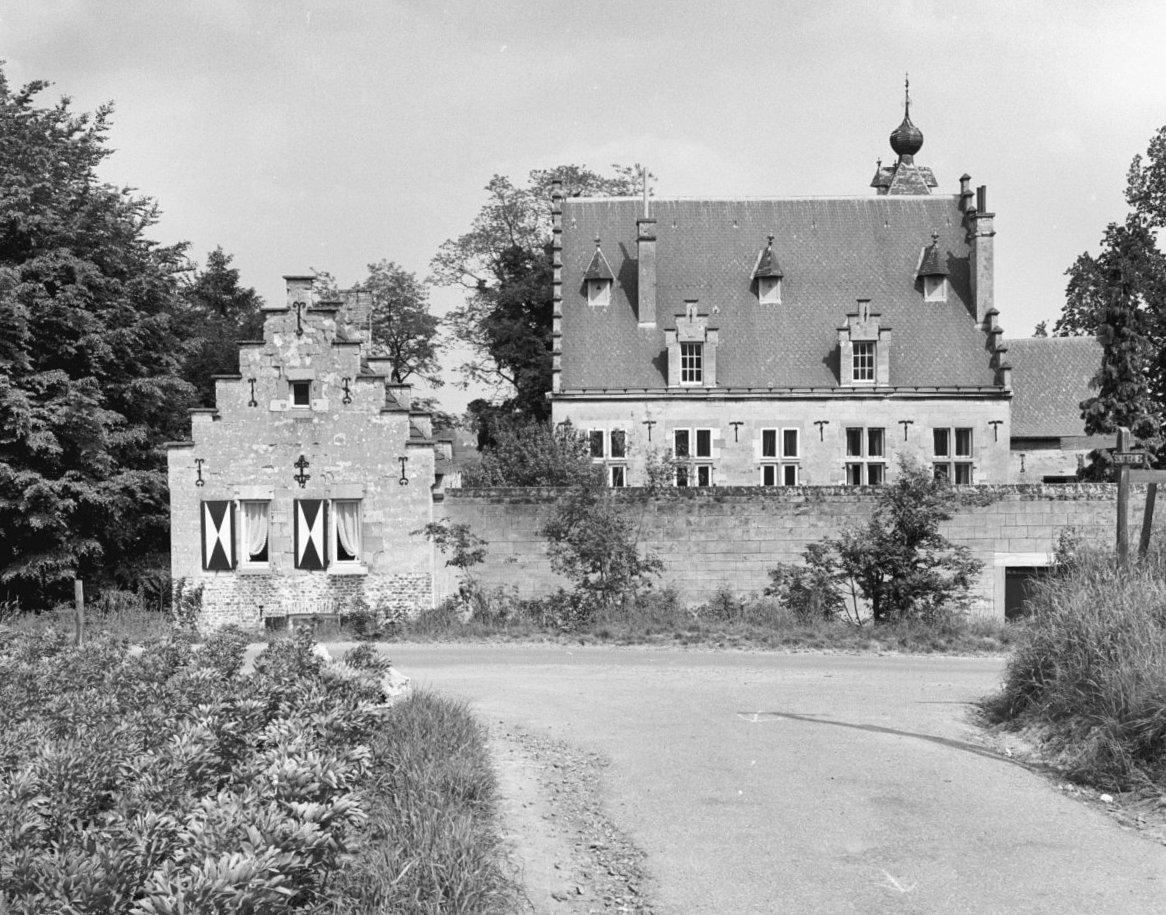
Idem, 1962

Aerwinkel · Kasteel Afferden · Aldt Huys · Aldenborgh · Kasteel Aldenghoor · Aldenhoven · Alte Burg · Kasteel Amstenrade · Slot Annendael · Kasteel Arcen · Baersdonck · Bakvliet · Baronsberg · Baxhof · Beegden ·  Benzenrade · Kasteel De Berckt · Kasteel Bethlehem · Beusdaelshof · Binsfeld · Huis Blankenberg · Kasteel Bleijenbeek · Blitterswijck · Boerlo · Bolberg · Bollenberg · Kasteel De Bongard · Borggraaf · Kasteel d'Erp · Kasteel Borggraaf · Kasteel Borgharen · Kasteel Born · Huis Bree · Breust · Kasteel Broekhuizen · Broekhuizen · Gracht Burggraaf · Kasteel De Burght · Kasteel Cartils · Cloppenburg (Oost-Maarland) · Kasteel Cortenbach · Huis De Dael · Dammerscheid · Kasteel De Bockenhof · De Donck (Sevenum) · De Donck (Swolgen) · De Dorth ·  Huis ten Dijcken · Kasteel Doenrade · De Doom · Douve · Douvenrade · De Dries · Kasteel Erenstein · Kasteel Eijsden · Eijsden · Einrade · Kasteel Elsloo · Ensenbroek · Eperhuis · Etzenraderhuuske · Exaten · Kasteel Eijckholt · Kasteel Eyckholt · Eys · Gastendonck · Kasteel Genbroek · Gebroken Slot · Kasteel Geijsteren · Kasteel Op Genhoes · Kasteel Genhoes · Genneperhuis · Kasteel Het Geudje · Kasteel Geulle · Kasteel Geusselt · Geijsteren · Gen Heck · Ghoor · Kasteel Goedenraad · Kasteel Grasbroek · Kasteel Groenendaal · Groethof · Groot Paarlo · Kasteel van Gronsveld · De Gun ·Kasteel Haeren · Kasteel Den Halder · Heerlaer · Heeze · Heijen · 's-Herenanstel · Kasteel Hillenraad · Kasteel Hoensbroek · Hoenshuis · Holstrate · Holtmühle · Huize Holtum · Kasteel Horn · De Horst · Huys ter Horst · Ten Hove (Grathem) · Ten Hove (Panningen) · Huis Brias · Huis Darth ·  Kasteel Hurpesch · Kasteel Sint-Jansgeleen · Kasteel Jerusalem · Kasteel Kaldenbroek · Den Kamp · Kasteel Karsveld · Kasteel Keverberg · Klein Paarlo · Klimmender Huuske · De Kolck · Koppelberg · Laar · Landsfort · Kasteel Lemiers · Kasteelruïne Lichtenberg · Kasteel Limbricht · Lonesteyn · Huize Lovendael · Mazenburg · Kasteel van Meerlo · Kasteel Meerssenhoven · Meezenbroek · Kasteel van Mheer · Middelaar · Kasteel Millen · Kasteel Montfort · Movert · Mulrode · De Munt · Château Neercanne · Kasteel Neubourg · Nienghoor · Huis Nierhoven · Kasteel Nieuwenbroeck · Nije Huys · Kasteel Nijenborgh · Kasteel Nijswiller · Nijthuysen · Kasteel Obbicht · Oedenrade · Kasteel Ooijen · Kasteel Oost (Valkenburg) · Kasteel Oost (Oost-Maarland) · Kasteel Ouborg · Overen · Kasteel Passarts-Nieuwenhagen · Prickenis · Prinsenhof · Puth · De Putting · Raath · De Raay · Ravenhof · Kasteel Reijmersbeek · Kasteel van Rijckholt · Kasteel Rivieren · Rodenbroek · Rosendaal · Kasteel Schaesberg · Kasteel Schaloen · Te Scharen · Schenkenburg · Kasteel Scheres · De Spijker (Geijsteren) · De Spijker (Leeuwen) · Huis Severen · Sibberhuuske · Château St. Gerlach · Spraland · Huis De Spyker · Huize Stalberg · Stalberg (Wellerlooi) · De Steeg · Kasteel Stein · Steinhagen · Steenen Huis · Stoel van Swentibold · Strijthagen (Landgraaf) · Strijthagen (Welten) · Struyver · Kasteel Terborgh · Terlinden (Wijnandsrade) · Terveurdt · Ter Weyer · Kasteel Ter Worm · De Tombe · Huis De Torentjes · Triest · Trippaert · Kasteel Vaalsbroek · Kasteel Vaeshartelt · Valkenburg · Vliek · De Vroenhof · Vrijburg · Kasteel Wambach · Warenberg · Well · Weyershof ·  Wijlre · Kasteel Wijnandsrade · Wijnandsrade · Wijnantshof · Wissegracht · Huize Witham · Kasteel Wittem · Wolfrath · Wylre